# توبورن، کبو
توبورن، کبو (به لاتین: Tuburan, Cebu) یک سکونتگاه مسکونی در فیلیپین است که در سیبو واقع شده‌است.

## خصوصیات
توبورن ۲۲۴٫۵۰ کیلومترمربع مساحت و ۵۸٬۹۱۴ نفر جمعیت دارد.